# Ibn al-Rawandi
Abu al-Hasan Ahmad ibn al-Rawandi (persiska: ابو الحسن احمد بن راوندی, arabiska أبو الحسن أحمد بن يحيى بن إسحاق الراوندي), känd som Ibn al-Rawandi, född 827 i byn Rawand i Khorasan i nordöstra Iran, död 911, var en persisk filosof, skeptiker och tidig kritiker av islam. 
Ibn Rawandis far var en jude som konverterat till islam och undervisade muslimska teologer i Talmud. I ung ålder blev Ibn Rawandi anhängare av mu'tazilas teologi. Han övergav dock mu'tazilas dogmer och blev shiamuslim under en kort tid innan han blev en fritänkare, avfärdade islam och lade fram en systematisk kritik av denna religion. Fastän ingen av hans 114 skrifter finns bevarade på grund av censur har hans idéer bevarats genom hans kritiker som bestod av muslimska apologeter som försökte värja sig för hans islamkritik.  
Enligt bibliografen Ibn al-Nadim var Ibn al-Rawandi en mycket produktiv författare. Att döma av hans kritiker värderade Ibn al-Rawandi förnuftet långt högre än uppenbarelse. Han var en aristotelisk filosof som ansåg att islam inte var en uppenbarad religion. Enligt Ibn al-Rawandi gav astronomi och inte religion svaren på himlens hemligheter.
Muslimska teologer censurerade al-Rawandis idéer och brännmärkte honom som en kättare (zindiq, ett begrepp som av muslimer kopplats till manikeiskt och zoroastriskt tänkande), vilket gav upphov till en konformism som allvarligt skadade islamisk kultur.